# Pewnego razu na krajowej jedynce
Pewnego razu na krajowej jedynce – polski serial komediowy udostępniony 1 grudnia 2022 roku na platformie VOD Netflix.

## Fabuła
W wyniku niefortunnych zdarzeń, grupa nieznajomych Leon (Juliusz Chrząstowski), Wojtek (Michał Sikorski), Klara (Anna Ilczuk) i Dianka (Maja Wolska) rusza w podróż samochodem wykorzystanym wcześniej do napadu na bank, w bagażniku którego znajdują się skradzione 2 miliony złotych. Przestępca Emil (Łukasz Garlicki) chce odzyskać pieniądze i udaje się w pościg za skradzionym samochodem.

## Obsada

### Główna
- Juliusz Chrząstowski – Leon Perkowski
- Michał Sikorski – Wojtek Słomka
- Anna Ilczuk – Klara Kaczorowska
- Maja Wolska – Dianka Perkowska
- Łukasz Garlicki – Emil
- Jaśmina Polak – Celina
- Mateusz Król – Adrian

### Drugoplanowa i epizodyczna
- Katarzyna Sowińska – Jagoda
- Robert Kampa – mąż Jagody
- Agata Załęcka – Paulina
- Dominika Kluźniak – mama Wojtka
- Kamila Ściborek – atrakcyjna żona
- Jakub Kucner – mąż Pauliny
- Marcin Janos Krawczyk – Rafał, partner Klary
- Katarzyna Kołeczek – siostra Klary
- Bartosz Bielenia – mafiozo
- Weronika Asińska – recepcjonistka w SPA
- Maja Szopa – Madzia
- Emilia Walus – prostytutka Anna
- Sara Celler-Jezierska – prostytutka Dagmara
- Olga Miłaszewska – kasjerka w banku
- Piotr Popko – kibic Jan

## Lista odcinków
| Odcinek | Reżyseria         | Scenariusz     | Premiera (Netflix) |
| ------- | ----------------- | -------------- | ------------------ |
|         |                   |                |                    |
| 1       | Grzegorz Jaroszuk | Dorota Trzaska | 1 grudnia 2022     |
|         |                   |                |                    |
| 2       | Grzegorz Jaroszuk | Dorota Trzaska | 1 grudnia 2022     |
|         |                   |                |                    |
| 3       | Jakub Piątek      | Dorota Trzaska | 1 grudnia 2022     |
|         |                   |                |                    |
| 4       | Jakub Piątek      | Dorota Trzaska | 1 grudnia 2022     |
|         |                   |                |                    |
| 5       | Jakub Piątek      | Dorota Trzaska | 1 grudnia 2022     |
|         |                   |                |                    |
| 6       | Jakub Piątek      | Dorota Trzaska | 1 grudnia 2022     |
|         |                   |                |                    |